# Championnat d'Europe de course aux points masculin (juniors)
Le Championnat d'Europe de course aux points masculin juniors est le championnat d'Europe de course aux points organisé annuellement par l'Union européenne de cyclisme pour les cyclistes âgés de 17 et 18 ans. Le championnat organisé en 1973 et 1974 et depuis 2001, a lieu dans le cadre des championnats d'Europe de cyclisme sur piste juniors et espoirs.

## Palmarès
| Année | Or                  | Argent                | Bronze                |
| ----- | ------------------- | --------------------- | --------------------- |
| 1973  | Kim Gunnar Svendsen | Urmas Tooma           | Heinz Longerich       |
| 1974  | Jerzy Rychlicki     | Sergueï Baranov       | Andreas Petermann     |
| 2001  | Alexey Shmidt       | Vitaliy Kondrut       | Alois Kaňkovský       |
| 2002  | Mikhail Ignatiev    | Sebastian Frey        | Gideon de Jong        |
| 2003  | Wim Stroetinga      | Kenny De Ketele       | Jiří Hochmann         |
| 2004  | Pavel Korzh         | Geraint Thomas        | Tim Mertens           |
| 2005  | Pavel Korzh         | Sebastian Forke       | Alexey Shyryaev       |
| 2006  | Maxim Pokidov       | Alexey Shyryaev       | Salvador Guardiola    |
| 2007  | Elia Viviani        | Ralf Matzka           | Rémi Badoc            |
| 2008  | Sam Bennett         | Albert Torres         | Michał Kwiatkowski    |
| 2009  | Elia Ongaretto      | Matvey Zubov          | Timothy Kennaugh      |
| 2010  | Michele Scartezzini | Kirill Sveshnikov     | Roman Ivlev           |
| 2011  | Julio Amores        | Théry Schir           | Joshua Papworth       |
| 2012  | Thomas Boudat       | Tom Bohli             | Maxime Piveteau       |
| 2013  | Pavel Chursin       | Seid Lizde            | Matthias Osei Vertez  |
| 2014  | Corentin Ermenault  | Mark Downey           | Gabriel Cullaigh      |
| 2015  | Joey Walker         | Szymon Krawczyk       | Denis Nekrasov        |
| 2016  | Dawid Czubak        | Matteo Donegà         | Gerben Thijssen       |
| 2017  | Oleg Kanaka         | Fabio Van den Bossche | Mauro Schmid          |
| 2018  | Yanne Dorenbos      | Panagiotis Karatsivis | Dzianis Mazur         |
| 2019  | Vlas Shichkin       | Enzo Leijnse          | Hannes Wilksch        |
| 2020  | Moritz Kretschy     | Fabio Christen        | Tobias Aagaard Hansen |
| 2021  | Milan Kadlec        | Grégory Pouvreault    | Mikhail Postarnak     |
| 2022  | Ben Wiggins         | Justus Willemsen      | Titouan Fontaine      |
| 2023  | Juan David Sierra   | Patryk Goszczurny     | Ramazan Yilmaz        |
| 2024  | Heimo Fugger        | Julian Bortolami      | Sam Fisher            |
| 2025  | Mark Popov          | Heimo Fugger          | Julian Bortolami      |